# Palazzo di Giustizia (Ferrara)

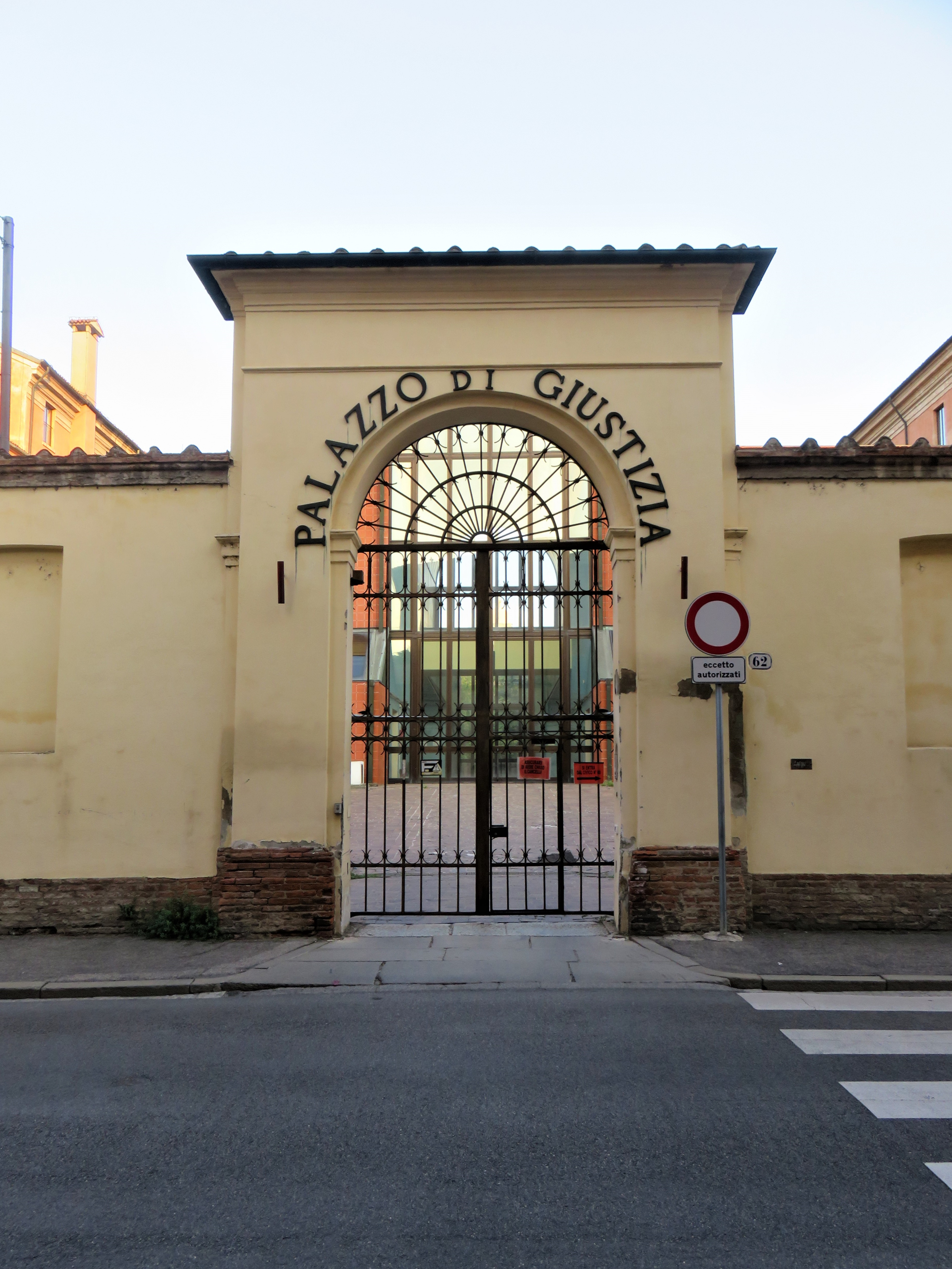
Eingang zum Palazzo di Giustizia in Ferrara

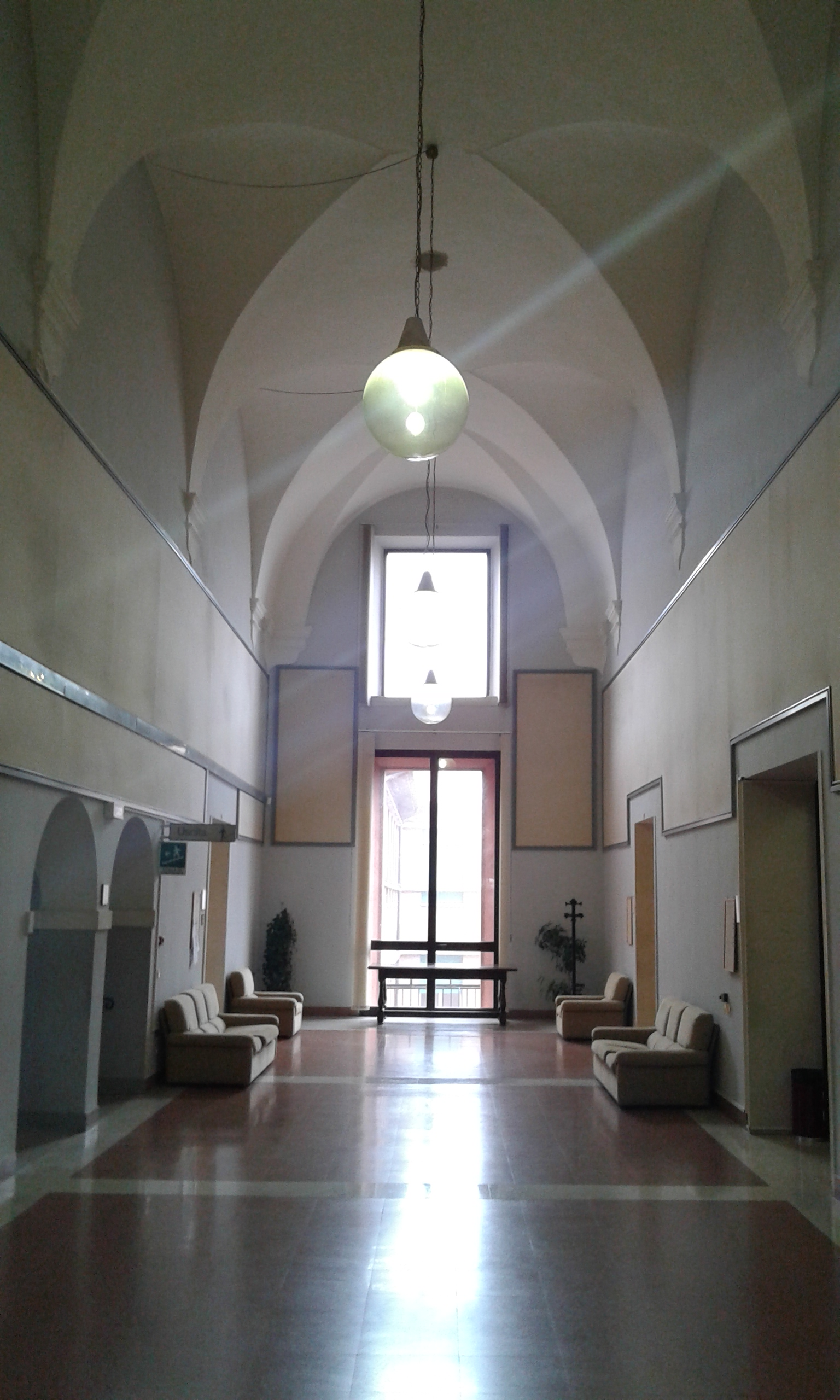
Inneres des Palastes

Der Palazzo di Giustizia ist ein Palast im Zentrum von Ferrara in der italienischen Region Emilia-Romagna. Er liegt in der Via Borgo dei Leoni 60–62. Das Justizgebäude ist Sitz des Gerichtes, des Friedensrichters, der Strafkammer und der forensischen Stiftung von Ferrara.

## Geschichte
Das Gebäude wurde neben der Chiesa del Gesù 1676 im Auftrag von Pater Pasetti errichtet und diente zunächst als Jesuitenkolleg. Später wurde es der Sitz zahlreicher städtischer Schuleinrichtungen, darunter das Regio Liceo Scientifico Antonio Roiti und das Regio Liceo Classico Ariosto, bis alle verlegt wurden.
Von 1977 bis 1984 wurde der Komplex von Carlo Aymonino umgebaut und zum neuen Sitz des Gerichts von Ferrara bestimmt.

## Einzelnachweise

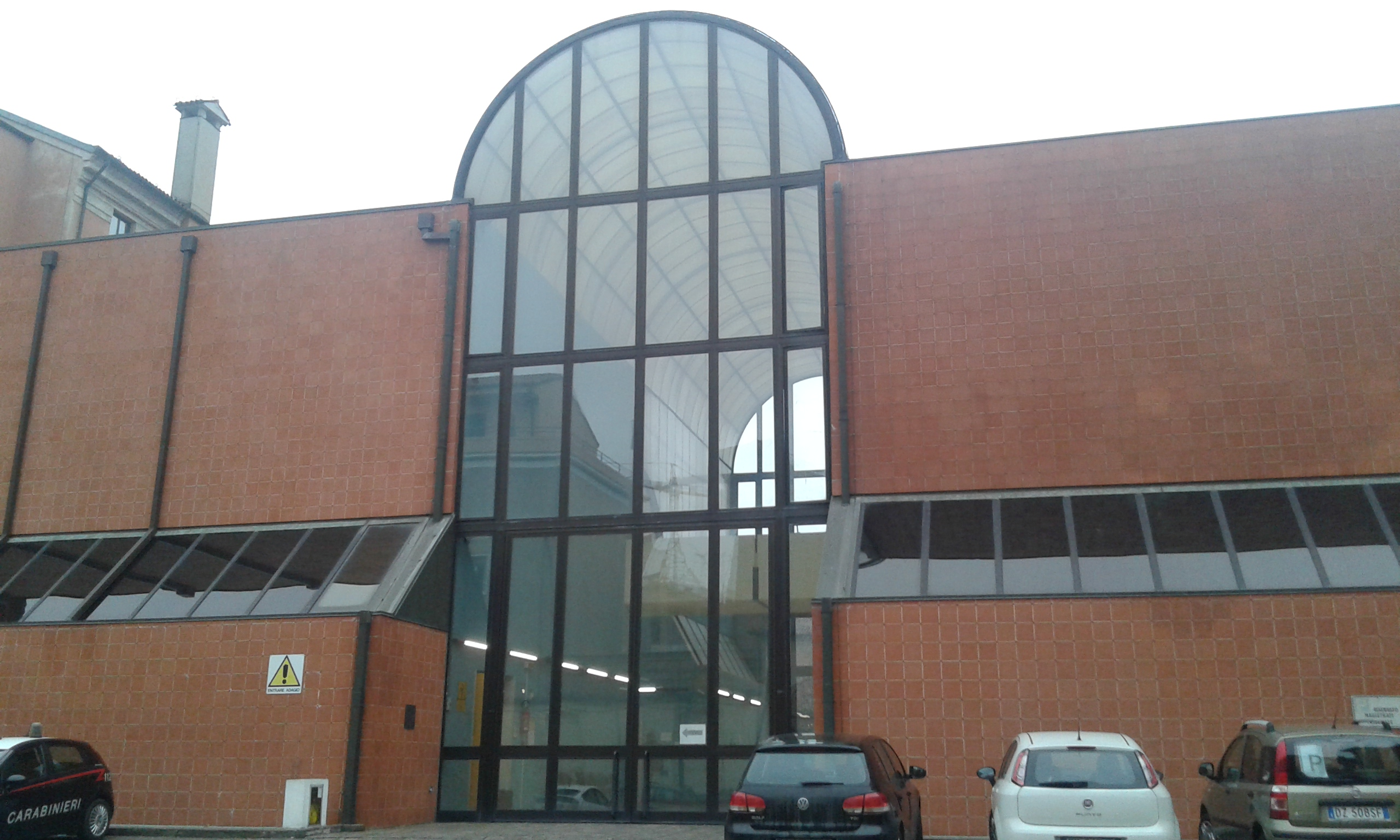
Gebäude in Metall und Glas